# Steve Borthwick
Stephen William Borthwick (Carlisle, 12 ottobre 1979) è un allenatore ed ex giocatore di rugby a 15 internazionale per l'Inghilterra, in carriera seconda linea di Bath e Saracens; finalista alla Coppa del Mondo 2007, dopo il ritiro dall'attività agonistica è passato alla carriera tecnica e ha guidato nel 2022 il Leicester alla vittoria del suo undicesimo campionato nazionale.
Dal 19 dicembre 2022 è il commissario tecnico della nazionale inglese.

## Biografia
Cresciuto a Preston (Lancashire), Borthwick compì gli studi presso la Hutton Grammar School, della cui squadra di rugby, con la quale intraprese anche un tour in Australia, fu capitano.
Successivamente fu ingaggiato dai Preston Grasshoppers R.F.C. e, nel 1998, ebbe il suo contratto da professionista con il Bath; contemporaneamente si iscrisse alla locale Università per ivi compiere gli studi economico/politici.

### Carriera da giocatore
Con il Bath Borthwick visse la sua miglior stagione di campionato nel 2003-04: impiegato di frequente a causa dell'assenza di molti giocatori impegnati nella Coppa del Mondo, guidò la squadra con successo al primo posto della Premiership, anche se la squadra perse poi la finale; le sue prestazioni gli valsero comunque l'ingresso nella rosa dei nominati al titolo di giocatore dell'anno.
Borthwick esordì in Nazionale nel 2000, nel corso del tour in Sudafrica.
Considerato troppo leggero per il rugby internazionale, ciononostante riuscì a ritagliarsi un ruolo stabile nella squadra.
Chiamato anche dall'Inghilterra "A", della quale fu capitano dal 2001, fece ritorno alla selezione maggiore in occasione dei test match d'avvicinamento alla Coppa del Mondo di rugby 2003, dalla cui rosa fu comunque tenuto fuori insieme ad altri giocatori come ad esempio Simon Shaw: questi furono aggregati alla spedizione come riserve.
Divenne titolare più o meno fisso dopo la Coppa del Mondo, e rimase in squadra nei Sei Nazioni 2006 e 2007.
Il tecnico Brian Ashton lo incluse nella rosa inglese alla Coppa del Mondo 2007 in Francia, nel corso della quale disputò tre incontri nella fase a gironi; convocato per il Sei Nazioni 2008, disputò tutti gli incontri di tale edizione del torneo e, il 10 febbraio 2008, a Roma contro l'Italia, vestì per la prima volta la fascia da capitano a causa dell'assenza di Phil Vickery.
Nel gennaio 2008 Borthwick annunciò la sua decisione di lasciare il Bath a fine stagione per trasferirsi al Saracens, club londinese anch'esso militante in Premiership; lasciò in eredità alla sua ex squadra la Challenge Cup 2007-2008, vinta poco prima di trasferirsi.
Con il Saracens Borthwick si aggiudicò la Premiership 2009-10 e disputò altre due finali, entrambe perse, nel 2013 e 2014, oltre alla finale di Heineken Cup 2013-14; a novembre 2013 annunciò il suo ritiro a fine stagione, dopo avere rifiutato un'offerta di prolungamento di contratto.

### Carriera da allenatore
Dopo il ritiro divenne allenatore in seconda della nazionale giapponese come assistente del C.T. Eddie Jones, che fu colui che lo ingaggiò ai Saracens come giocatore.
Dopo alcune esperienze come secondo nei club, tornò nello staff di Eddie Jones quando a questi, nel 2015, fu assegnata la conduzione tecnica della nazionale inglese.
Per cinque anni fu il secondo di Jones, guidando la squadra alla finale della Coppa del Mondo 2019 in Giappone persa contro il Sudafrica (come già da giocatore gli era successo), poi lasciò la nazionale nel 2020 per assumere la guida del Leicester, preso in carico in un periodo in cui il club rischiava la retrocessione e condotto, nella sua seconda stagione, alla vittoria del titolo nazionale a 9 anni di distanza dalla più recente.
Il 19 dicembre 2022, facendo seguito all'esonero di Eddie Jones, la Rugby Football Union ha designato Borthwick commissario tecnico dell'Inghilterra a 9 mesi dalla Coppa del Mondo di rugby 2023 in Francia.

## Palmarès

### Giocatore
- Premiership: 1
Saracens: 2009-10
- Challenge Cup: 1
Bath: 2007-08

### Allenatore
- Premiership: 1
Leicester: 2021-22